# Paul-Pierre Henry
| 126 Velleda     | 5 novembre 1872 |
| 141 Lumen       | 13 gennaio 1875 |
| 152 Atala       | 2 novembre 1875 |
| 159 Aemilia     | 26 gennaio 1876 |
| 164 Eva         | 12 luglio 1876  |
| 177 Irma        | 5 novembre 1877 |
| 227 Philosophia | 12 agosto 1882  |

Paul-Pierre Henry (21 agosto 1848 – 4 gennaio 1905) è stato un ottico e astronomo francese.
Il Minor Planet Center gli accredita la scoperta di sette asteroidi, effettuate tra il 1872 e il 1882. Tuttavia è noto che scoprì, assieme al fratello Prosper-Mathieu Henry, quattordici asteroidi, ma i due vollero annunciare alternativamente la paternità di ogni asteroide da loro individuato.